# Oust, Ariège

Oust este o comună în departamentul Ariège din sudul Franței. În 1 ianuarie 2022 avea o populație de 574 de locuitori.